# Louis III de Montpensier
Pour les articles homonymes, voir Louis III.
Louis III de Bourbon-Vendôme, duc de Montpensier, né le 10 juin 1513 à Moulins et mort le 23 septembre 1582 à Champigny, est un prince du sang français. Il compte parmi les chefs de l'armée royale pendant les guerres de religion et se fait remarquer par son intransigeance religieuse.

## Biographie
Il est le fils de Louis de Bourbon, prince de la Roche-sur-Yon, et de Louise de Bourbon, duchesse de Montpensier. Par sa mère, il est le neveu du connétable de Bourbon, dont les biens avaient été confisqués par François Ier après sa trahison.
Sous les ordres du duc Anne de Montmorency, il défend en 1536 la Provence contre Charles Quint et participe à l'invasion de l'Artois .
En 1538, il épouse Jacqueline de Longwy, comtesse de Bar-sur-Seine, fille de Jean IV de Longwy (-Neublans), baron de Pagny, et de Jeanne d'Angoulême, sœur illégitime de François Ier. À l'occasion de son mariage, le roi de France rend à sa mère Louise de Bourbon-Montpensier les terres de son grand-père Gilbert de Bourbon-Montpensier, le comté de Montpensier (érigé en duché pour l'occasion), les comtés de Forez et de Beaujeu. En 1543, il reçoit le dauphiné d'Auvergne.
Il prend part ensuite à de nombreuses guerres contre Charles Quint. En 1557, il combat encore à Saint-Quentin où son cheval est tué sous lui et où il est fait prisonnier.

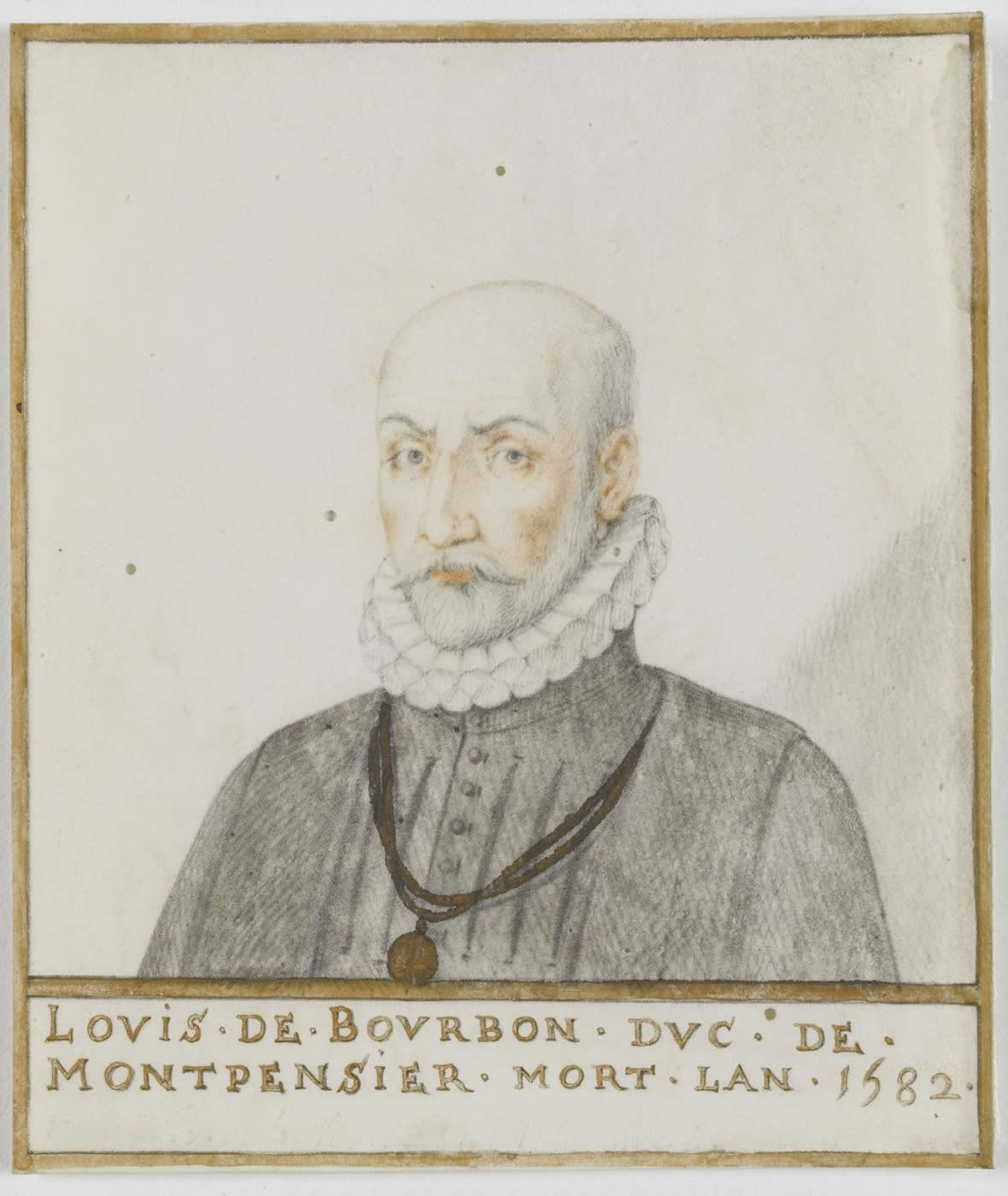
Louis de Bourbon, duc de Montpensier, dessin, château de Pau, XVIIe siècle.

Il devait profiter de l'influence de son épouse Jacqueline de Longwy sur la reine Catherine de Médicis. Durant l'été 1560, Louis est fait gouverneur de Touraine, d'Anjou et du Maine,. En août 1560, il est chargé d'y réprimer les désordres suscités par les révoltes protestantes. En décembre 1560, le roi François II lui rend la Dombes, confisquée sans droit par François Ier, alors qu'il s'agissait d'une terre d'Empire.
Contrairement à son époux, Jacqueline de Longwy éprouve des sympathies pour le protestantisme. En 1561, devenu veuf et ayant hérité de sa mère, décédée la même année, le duché de Montpensier, il se fait un des plus violents adversaires des Huguenots. Il va jusqu'à persécuter ses enfants. Il s'y montre tellement cruel qu'il se fait haïr de ses propres capitaines. En 1563, il reconquiert Angoulême et Cognac.
En 1569, il participe à la bataille de Jarnac, est nommé gouverneur de Bretagne et épouse l'année suivante Catherine de Lorraine (1552-1596), sœur d'Henri de Guise et de Charles de Mayenne. Il contribue à l'escalade du massacre de la Saint-Barthélemy et en 1575, il combat encore les protestants dans le Poitou, y commettant de nouvelles exactions.

## Descendance
De son premier mariage, il aura :
- Françoise (1539 † 1587), mariée en 1559 à Henri-Robert de La Marck, duc de Bouillon et prince de Sedan († 1574)
- Anne (1540 † 1572), mariée en 1561 à François II de Nevers, duc de Nevers († 1562)[4]
- Jeanne (1541 † 1620), abbesse de Poitiers (1570) et de Jouarre (1573)
- François (1542 † 1592), duc de Montpensier
- Charlotte (1547-1582), abbesse de Jouarre, mariée en 1571 à Guillaume Ier d'Orange-Nassau (+1584), stathouder de Hollande, de Zélande et d'Utrecht
- Louise (1548 † 1586), abbesse de Faremoutier & de Jouarre

## Titres
Il est duc de Montpensier, prince souverain de Dombes, seigneur de Beaujeu, vicomte de Brosse et baron de Thiers (1569).

## Armoiries
| Blason | Blasonnement : D'azur à trois fleurs de lys d'or et au bâton de gueules chargé d'une lune d'argent au franc-quartier. |